# Atletiek op de Paralympische Zomerspelen 2004
Op de XIIe Paralympische Spelen die in 2004 werden gehouden in het Griekse Athene was atletiek een van de 19 sporten die werden beoefend.

## Disciplines
Er stonden bij de atletiek 11 disciplines op het programma.
- Estafette
- Hardlopen
- Kegelwerpen
- Discuswerpen

- Hoogspringen
- Speerwerpen
- Verspringen
- Marathon

- Vijfkamp
- Kogelstoten
- Hink-stap-springen

## Mannen

### Estafette
| Rank | Land      | Tijd  |
| ---- | --------- | ----- |
| 1    | China     | 43,16 |
| 2    | Cuba      | 44,60 |
| 3    | Venezuela | 44,78 |

| Rank | Land      | Tijd  |
| ---- | --------- | ----- |
| 1    | Australië | 46,73 |
| 2    | China     | 46,86 |
| 3    | Oekraïne  | 47,52 |

| Rank | Land             | Tijd  |
| ---- | ---------------- | ----- |
| 1    | Verenigde Staten | 43,90 |
| 2    | Frankrijk        | 43,94 |
| 3    | Australië        | 44,03 |

| Rank | Land      | Tijd  |
| ---- | --------- | ----- |
| 1    | Thailand  | 51,99 |
| 2    | Australië | 52,10 |
| 3    | Frankrijk | 53,36 |

| Rank | Land     | Tijd    |
| ---- | -------- | ------- |
| 1    | Tunesië  | 3.38,92 |
| 2    | China    | 3.40,62 |
| 3    | Oekraïne | 3.46,78 |

| Rank | Land             | Tijd    |
| ---- | ---------------- | ------- |
| 1    | Verenigde Staten | 3.27,00 |
| 2    | Australië        | 3.33,55 |
| 3    | Frankrijk        | 3.37,28 |

| \| Rank \| Land \| Tijd \| \| ---- \| --------- \| ------- \| \| 1 \| Thailand \| 3.12,73 \| \| 2 \| Frankrijk \| 3.14,08 \| \| 3 \| Japan \| 3.16,57 \| |           |         |
| Rank | Land      | Tijd    |
| 1 | Thailand  | 3.12,73 |
| 2 | Frankrijk | 3.14,08 |
| 3 | Japan     | 3.16,57 |

### Hardlopen

#### 100 m
| Klasse | tijd  | land | Goud                | land | Zilver          | land | Brons                |
| ------ | ----- | ---- | ------------------- | ---- | --------------- | ---- | -------------------- |
| T11    | 11,41 | ANG  | Jose Armando Sayovo | FRA  | Gautier Makunda | ESP  | Luis Bullido         |
| T12    | 10,75 | NGR  | Adekundo A. Adesoji | VEN  | Ricardo Santana | GER  | Matthias Schroeder   |
| T13    | 10,98 | USA  | Royal Mitchell      | BRA  | Andre Andrade   | CUB  | Irving Bustamante    |
| T35    | 13,05 | RSA  | Teboho Mokgalagadi  | ISL  | Jon Halldorsson | CHN  | Wei Chun Li          |
| T36    | 12,49 | UKR  | Andriy Zhyltsov     | HKG  | Wa Wai So       | CHN  | Mian Che             |
| T37    | 12,23 | CHN  | Chen Yang           | POL  | Lukasz Labuch   | AUS  | Darren Thrupp        |
| T38    | 11,37 | AUS  | Timothy Sullivan    | CHN  | Wenjun Zhou     | TUN  | Mohamed Farhat Chida |
| T42    | 12,51 | GER  | Wojtek Czyz         | FRA  | Clavel Kayitare | GER  | Heinrich Popow       |
| T44    | 11,08 | USA  | Marlon Shirley      | USA  | Brian Frasure   | RSA  | Oscar Pistorius      |
| T46    | 11,00 | ZIM  | Elliot Mujaji       | AUS  | Heath Francis   | FRA  | Sebastien Barc       |
| T52    | 17,21 | MEX  | Salvador Hernandez  | SUI  | Beat Boesch     | CAN  | Andre Beaudoin       |
| T53    | 15,04 | KOR  | Suk Man Hong        | KUW  | Hamad Aladwani  | USA  | Joshua George        |
| T54    | 14,19 | FIN  | Leo-Pekka Tahti     | GBR  | Dave Weir       | NED  | Kenny van Weeghel    |

#### 200 m
| Klasse | tijd  | land | Goud                | land | Zilver             | land | Brons                |
| ------ | ----- | ---- | ------------------- | ---- | ------------------ | ---- | -------------------- |
| T11    | 22,73 | ANG  | Jose Armando Sayovo | ESP  | Luis Bullido       | UKR  | Oleksandr Ivanyukhin |
| T12    | 21,78 | NGR  | Adekundo A. Adesoji | GER  | Matthias Schroeder | VEN  | Ricardo Santana      |
| T13    | 22,70 | BRA  | Andre Andrade       | RSA  | Nathan Meyer       | CUB  | Irving Bustamante    |
| T35    | 26,80 | RSA  | Teboho Mokgalagadi  | ISL  | Jon Halldorsson    | GBR  | Lloyd Upsdell        |
| T36    | 25,15 | HKG  | Wa Wai So           | UKR  | Andriy Zhyltsov    | GBR  | Graeme Ballard       |
| T37    | 24,85 | NZL  | Matt Slade          | CHN  | Chen Yang          | ALG  | Mohamed Allek        |
| T38    | 22,92 | AUS  | Timothy Sullivan    | CHN  | Wenjun Zhou        | TUN  | Mohamed Farhat Chida |
| T42    | 26,18 | GER  | Wojtek Czyz         | FRA  | Clavel Kayitare    | GER  | Heinrich Popow       |
| T44    | 21,97 | RSA  | Oscar Pistorius     | USA  | Marlon Shirley     | USA  | Brian Frasure        |
| T46    | 22,41 | BRA  | Antonio Souza       | FRA  | Sebastien Barc     | AUS  | Heath Francis        |
| T51    | 39,70 | MEX  | Edgar Navarro       | SWE  | Tim Johansson      | ITA  | Alvise de Vidi       |
| T52    | 31,22 | CAN  | Andre Beaudoin      | MEX  | Salvador Hernandez | SUI  | Beat Boesch          |
| T53    | 26,31 | KOR  | Suk Man Hong        | KUW  | Hamad Aladwani     | THA  | Pichet Krungget      |
| T54    | 25,25 | FIN  | Leo-Pekka Tahti     | NED  | Kenny van Weeghel  | GBR  | Dave Weir            |

#### 400 m
| Klasse | tijd    | land | Goud                | land | Zilver          | land | Brons                |
| ------ | ------- | ---- | ------------------- | ---- | --------------- | ---- | -------------------- |
| T11    | 51,10   | ANG  | Jose Armando Sayovo | ESP  | Luis Bullido    | FRA  | Aladji Ba            |
| T12    | 48,93   | NGR  | Adekundo A. Adesoji | CHN  | Yansong Li      | BLR  | Aliaksandr Kuzmichou |
| T13    | 49,78   | USA  | Royal Mitchell      | IRL  | Conal McNamara  | POR  | Jose Alves           |
| T36    | 55,28   | RUS  | Artjom Arefjev      | HKG  | Wa Wai So       | POL  | Marcin Mielczarek    |
| T37    | 52,70   | UKR  | Oleksandr Driha     | CHN  | Chen Yang       | UAE  | Ali Qambar Al Ansari |
| T38    | 51,41   | AUS  | Timothy Sullivan    | RSA  | Malcolm Pringle | GBR  | Stephen Payton       |
| T44    | 51,24   | USA  | Danny Andrews       | AUS  | Neil Fuller     | USA  | Ryan Fann            |
| T46    | 48,46   | BRA  | Antonio Souza       | AUS  | Heath Francis   | CHN  | Faqi Wu              |
| T52    | 1.00,92 | JPN  | Toshihiro Takada    | CAN  | Andre Beaudoin  | AUT  | Thomas Geierspichler |
| T53    | 50,04   | KUW  | Hamad Aladwani      | KOR  | Suk Man Hong    | USA  | Joshua George        |
| T54    | 47,45   | NED  | Kenny van Weeghel   | JPN  | Choke Yasuoka   | CAN  | Jeffrey Adams        |

#### 800 m
| Klasse | tijd    | land | Goud                 | land | Zilver           | land | Brons            |
| ------ | ------- | ---- | -------------------- | ---- | ---------------- | ---- | ---------------- |
| T11    | 4.08,58 | MAR  | Mustapha El Aouzari  | CAN  | Jason Dunkerley  | ALG  | Omar Benchiheb   |
| T13    | 3.51,09 | TUN  | Maher Bouallegue     | BRA  | Odair Santos     | KEN  | Emanuel Asinikal |
| T36    | 4.37,75 | RUS  | Artjom Arefjev       | ESP  | Jose M. Pampano  | CHN  | Cheng En He      |
| T37    | 4.22,09 | TUN  | Mohamed Charmi       | UKR  | Oleksandr Driha  | ALG  | Khaled Hanani    |
| T46    | 3.58,75 | ALG  | Samir Nouioua        | MAR  | Abdelghani Gtaib | ALG  | Mohamed Aissaoui |
| T52    | 3.49,06 | AUT  | Thomas Geierspichler | ESP  | Santiago Sanz    | JPN  | Toshihiro Takada |
| T54    | 3.04,88 | MEX  | Saul Mendoza         | RSA  | Ernst van Dyk    | SUI  | Marcel Hug       |

#### 1500 m
| Klasse | tijd    | land | Goud             | land | Zilver               | land | Brons                   |
| ------ | ------- | ---- | ---------------- | ---- | -------------------- | ---- | ----------------------- |
| T12    | 1.53,12 | ESP  | Ignacio Avila    | TUN  | Maher Bouallegue     | BRA  | Odair Santos            |
| T13    | 1.56,23 | NZL  | Tim Prendergast  | BRA  | Gilson Anjos         | CAN  | Stuart McGregor         |
| T37    | 2.03,18 | UKR  | Oleksandr Driha  | TUN  | Mohamed Charmi       | POL  | Mariusz Tubielewicz     |
| T38    | 1.58,87 | RSA  | Malcolm Pringle  | TUN  | Abbes Saidi          | IRL  | Derek Malone            |
| T46    | 1.57,89 | GBR  | Danny Crates     | ALG  | Samir Nouioua        | RWA  | Jean de Dieu Nkundabera |
| T52    | 1.58,68 | MAR  | Abdellah Ez Zine | AUT  | Thomas Geierspichler | CAN  | Dean Bergeron           |
| T53    | 1.38,68 | AUS  | Richard Colman   | USA  | Adam Bleakney        | JPN  | Jun Hiromichi           |
| T54    | 1.32,45 | JPN  | Choke Yasuoka    | RSA  | Ernst van Dyk        | SUI  | Marcel Hug              |

#### 5000 m
| Klasse | tijd     | land | Goud                | land | Zilver               | land | Brons             |
| ------ | -------- | ---- | ------------------- | ---- | -------------------- | ---- | ----------------- |
| T11    | 15.11,07 | KEN  | Henry Wanyoike      | MAR  | Mustapha El Aouzari  | KEN  | Frangs T. Karanja |
| T12    | 14.54,08 | TUN  | Maher Bouallegue    | BRA  | Odair Santos         | KEN  | Emanuel Asinikal  |
| T13    | 15.21,25 | KEN  | Joseph L. Ngorialuk | PAN  | Said Gomez           | CUB  | Yunieski Abreu    |
| T46    | 14.54,49 | ALG  | Samir Nouioua       | ESP  | Javier Conde         | BRA  | Ozivam Bonfim     |
| T52    | 13.10,86 | JPN  | Toshihiro Takada    | AUT  | Thomas Geierspichler | ESP  | Santiago Sanz     |
| T54    | 10.23,98 | AUS  | Kurt Fearnley       | MEX  | Aaron Gordian        | RSA  | Ernst van Dyk     |

#### 10.000 m
| Klasse | tijd     | land | Goud             | land | Zilver                 | land | Brons              |
| ------ | -------- | ---- | ---------------- | ---- | ---------------------- | ---- | ------------------ |
| T11    | 31.37,25 | KEN  | Henry Wanyoike   | POR  | Carlos Amaral Ferreira | ITA  | Andrea Cionna      |
| T13    | 32.02,16 | TUN  | Maher Bouallegue | CUB  | Diosmani Gonzalez      | LTU  | Kestutis Bartkenas |
| T54    | 20.51,86 | FRA  | Joel Jeannot     | THA  | Prawat Wahorum         | THA  | Rawat Tana         |

### Kegelwerpen
| Klasse | Afstand | Punten | land | Goud           | land | Zilver      | land | Brons        |
| ------ | ------- | ------ | ---- | -------------- | ---- | ----------- | ---- | ------------ |
| F32/51 | 33,53   | 1133   | GBR  | Stephen Miller | CZE  | Radim Beles | ALG  | Karim Betina |

### Discuswerpen
| Klasse | Afstand | Punten | land | Goud                    | land | Zilver              | land | Brons               |
| ------ | ------- | ------ | ---- | ----------------------- | ---- | ------------------- | ---- | ------------------- |
| F12    | 52,51   |        | CHN  | Hai Tao Sun             | RUS  | V. Andryushchenko   | LTU  | Rolandas Urbonas    |
| F13    | 53,54   |        | UKR  | Alexander Yasinovyi     | ALG  | Hakim Yahiaoui      | BLR  | Siarhei Hrybanan    |
| F32/51 | 9,77    | 1082   | CZE  | Radim Beles             | IRL  | John McCarthy       | GBR  | Dave Gale           |
| F33-34 | 39,12   | 866    | IRI  | Siamak Salehfarajzadeh  | GBR  | Daniel West         | UAE  | Mohammad Bin Dabbas |
| F35    | 43,33   |        | CHN  | Feng Yan                | CHN  | Xin Han Fu          | LAT  | Edgars Bergs        |
| F36    | 35,25   |        | CZE  | Milan Kubala            | NED  | Willem Noorduin     | RSA  | Duane Strydom       |
| F37    | 51,75   |        | POL  | Tomasz Blatkiewicz      | TUN  | Haissem Ben Halima  | EGY  | Mostafa Ahmed       |
| F38    | 44,58   |        | UKR  | Oleksandr Doroshenko    | IRI  | Javad Herdani       | GER  | Thomas Loosch       |
| F42    | 45,56   |        | RSA  | Fanie Lombaard          | BEL  | Gino De Keersmaeker | LTU  | Algirdas Tatulis    |
| F44/46 | 55,12   | 1102   | GBR  | Daniel Greaves          | DEN  | Jackie Christiansen | CHN  | Si Lao Ha           |
| F52    | 18,98   |        | LAT  | Aigars Apinis           | GER  | Rico Glagla         | NZL  | Peter Martin        |
| F53    | 25,18   |        | JAM  | Alphonso Cunningham     | JPN  | Toshie Oi           | EGY  | Mohamed Hassani     |
| F54    | 28,93   |        | CHN  | Liang Fan               | GRE  | Efthymios Kalaras   | CZE  | Frantisek Purgl     |
| F55    | 37,18   |        | CZE  | Martin Nemec            | IRI  | Jalil Bagheri       | IRI  | Mokhtar Nourafshan  |
| F56    | 37,52   |        | IRI  | Mohammad Sadeghimehryar | CZE  | Miroslav Sperk      | JAM  | Tanto Campbell      |
| F57    | 47,53   |        | CZE  | Rostislav Pohlmann      | CHN  | Weihai Zheng        | EGY  | Hossam Abd Ellatif  |
| F58    | 52,73   |        | CHN  | Yong Gang Chen          | EGY  | Mahmoud Elatar      | IRI  | AlirezaKamali       |

### Hoogspringen
| Klasse | Hoogte | land | Goud       | land | Zilver        | land | Brons            |
| ------ | ------ | ---- | ---------- | ---- | ------------- | ---- | ---------------- |
| F42    | 1,77   | CHN  | Bin Hou    | CHN  | Wei Zhong Guo | AUT  | Dennis Wliszczak |
| F44/46 | 1,97   | CHN  | Yancong Wu | USA  | Jeffrey Skiba | CHN  | Qiu Hong Wang    |

### Speerwerpen
| Klasse | Afstand | Punten | land | Goud                | land | Zilver               | land | Brons                |
| ------ | ------- | ------ | ---- | ------------------- | ---- | -------------------- | ---- | -------------------- |
| F11    | 49,33   |        | AUT  | Bil Marinkovic      | GER  | Siegmund Hegeholz    | JPN  | Mineho Ozaki         |
| F12    | 56,63   |        | BLR  | Aliaksandr Tryputs  | POL  | Miroslaw Pych        | SCG  | Milos Grlica         |
| F13    | 59,38   |        | TPE  | Chih Chung Chiang   | CHN  | Bo Quan Zhou         | CAN  | France Gagne         |
| F35    | 46,06   |        | CHN  | Wei Guo             | RSA  | Fabian Michaels      | FRA  | Thierry Cibone       |
| F36/38 | 38,09   |        | RSA  | Nicholas Newman     | POL  | Pawel Piotrowski     | UKR  | Oleksandr Doroshenko |
| F37    | 48,09   |        | GBR  | Kenneth Churchill   | AUS  | Kieran Ault          | POL  | Jacek Przebierala    |
| F42    | 49,57   |        | DEN  | Jakob Mathiasen     | RSA  | Fanie Lombaard       | IRI  | Vahab Saalabi        |
| F44/46 | 62,15   | 1117   | IND  | Devendra            | CHN  | Ming Jie Gao         | CHN  | Dai Chen Wang        |
| F52-53 | 16,70   | 1045   | NZL  | Peter Martin        | MEX  | Adrian Paz Velazquez | IRI  | Abdolreza Jokar      |
| F54    | 26,89   |        | MEX  | Luis A. Zepeda      | FIN  | Rauno Saunavaara     | IRI  | Avaz Azmoodeh        |
| F55-56 | 35,30   | 1208   | IRI  | Ali Naderi          | NED  | Pieter Gruijters     | CHN  | Ying Bin Zhang       |
| F57    | 40,71   |        | IRI  | Mohammad R. Mirzaei | EGY  | Ibrahim Ali          | CZE  | Rostislav Pohlmann   |
| F58    | 50,72   |        | NGR  | Silver C. Ezeikpe   | EGY  | Mahmoud Elatar       | PUR  | Alexis Pizarro       |

### Verspringen
| Klasse | Afstand | Punten | land | Goud           | land | Zilver             | land | Brons              |
| ------ | ------- | ------ | ---- | -------------- | ---- | ------------------ | ---- | ------------------ |
| F11    | 6,40    |        | CHN  | Duan Li        | USA  | Elexis Gillette    | RUS  | Sergey Sevostianov |
| F12    | 7,25    |        | AZE  | Oleg Panyutin  | RSA  | Hilton Langenhoven | CHN  | Qifeng Duan        |
| F13    | 7,15    |        | CUB  | Angel Jimenez  | BLR  | Ihar Fartunau      | PLE  | Mohammed Fannouna  |
| F36-38 | 6,06    | 1196   | CHN  | Wei Guo        | CHN  | Xin Han Fu         | AUS  | Darren Thrupp      |
| F42    | 6,23    |        | GER  | Wojtek Czyz    | ITA  | Stefano Lippi      | GER  | Heinrich Popow     |
| F44    | 6,68    |        | SUI  | Urs Kolly      | ITA  | Roberto la Barbera | USA  | Marlon Shirley     |
| F46    | 7,16    |        | UKR  | Anton Skachkov | MAR  | Mohammed Dif       | FRA  | Arnaud Assoumani   |

### Marathon
| Klasse | tijd    | land | Goud             | land | Zilver                 | land | Brons           |
| ------ | ------- | ---- | ---------------- | ---- | ---------------------- | ---- | --------------- |
| T11    | 2:44.24 | JPN  | Yuichi Takahashi | POR  | Carlos Amaral Ferreira | ITA  | Andrea Cionna   |
| T13    | 2:38.45 | RUS  | Ildar Pomykalov  | AUS  | Roy Daniell            | LTU  | Linas Balsys    |
| T51    | 2:53.38 | ITA  | Alvise de Vidi   | GER  | Stefan Strobel         | MEX  | Edgar Navarro   |
| T52    | 2:00.02 | JPN  | Toshihiro Takada | AUT  | Thomas Geierspichler   | CAN  | Clayton Gerein  |
| T54    | 1:25.37 | AUS  | Kurt Fearnley    | AUS  | Kelly Smith            | POL  | Tomasz Hamerlak |

### Vijfkamp
| Klasse | Punten | land | Goud          | land | Zilver             | land | Brons               |
| ------ | ------ | ---- | ------------- | ---- | ------------------ | ---- | ------------------- |
| P13    | 3017   | BLR  | Ihar Fartunau | BLR  | Aliaksandr Tryputs | BEL  | Kurt Van Raefelghem |
| P44    | 4447   | SUI  | Urs Kolly     | USA  | Casey Tibbs        | AUS  | Don Elgin           |
| P54-58 | 5806   | CHN  | Yong Ling     | NED  | Pieter Gruijters   | DEN  | Rene Nielsen        |

### Kogelstoten
| Klasse | Afstand | Punten | land | Goud                    | land | Zilver                | land | Brons               |
| ------ | ------- | ------ | ---- | ----------------------- | ---- | --------------------- | ---- | ------------------- |
| F11    | 14,01   |        | ESP  | David Casinos           | AUT  | Willibald Monschein   | UKR  | Volodymyr Piddubnyy |
| F13    | 16,62   |        | CHN  | Hai Tao Sun             | UKR  | Alexander Yasinovyi   | AUS  | Russell Short       |
| F32    | 7,64    |        | ALG  | Kamel Kardjena          | UAE  | Mana Abdulla Sulaiman | KUW  | Dhari Al-Mutairi    |
| F33-34 | 10,26   | 1069   | CZE  | Roman Musil             | AUS  | Hamish MacDonald      | IRI  | Mohsen Amoo         |
| F35    | 14,20   |        | CHN  | Wei Guo                 | LAT  | Edgars Bergs          | FRA  | Thierry Cibone      |
| F36    | 12,12   |        | POL  | Pawel Piotrowski        | NED  | Willem Noorduin       | AUS  | Nicholas Larionow   |
| F37    | 14,83   |        | POL  | Tomasz Blatkiewicz      | BRN  | Ahmed Meshaima        | POL  | Robert Chyra        |
| F38    | 14,87   |        | UKR  | Oleksandr Doroshenko    | GER  | Thomas Loosch         | CZE  | Dusan Grezl         |
| F40    | 10,13   |        | SVK  | Marek Margoc            | GER  | Lutz Langer           | IRI  | Asghar Zarei Nejad  |
| F42    | 13,81   |        | RSA  | Fanie Lombaard          | BLR  | Viktar Khilmonchyk    | IRI  | Mehrdad Karam       |
| F44/46 | 15,74   | 1083   | DEN  | Jackie Christiansen     | USA  | Edwin Cockrell        | CUB  | Gerdan Fonseca      |
| F52    | 9,34    |        | NZL  | Peter Martin            | GRE  | Georgios Karaminas    | GER  | Rico Glagla         |
| F53    | 8,53    |        | MEX  | Mauro Maximo de Jesus   | PLE  | Husam Azzam           | GRE  | Christos Angourakis |
| F54    | 9,67    |        | AUT  | Georg Tischler          | AUT  | Rene Schwarz          | FIN  | Markku Niinimaki    |
| F56    | 11,70   |        | POL  | Krzysztof Smorszczewski | GER  | Gerhard Wies          | DEN  | Rene Nielsen        |
| F57    | 13,31   |        | RSA  | Michael Louwrens        | JOR  | Jamil Elshebli        | SVK  | Julius Hutka        |
| F58    | 14,19   |        | EGY  | Ibrahim Allam           | POL  | Janusz Rokicki        | EGY  | Hany Elbehiry       |

### Hink-stap-springen
| Klasse | Afstand | land | Goud           | land | Zilver               | land | Brons              |
| ------ | ------- | ---- | -------------- | ---- | -------------------- | ---- | ------------------ |
| F11    | 13,10   | CHN  | Duan Li        | AZE  | Zeynidin Bilalov     | RUS  | Sergey Sevostianov |
| F12    | 15,30   | CHN  | Qifeng Duan    | BLR  | Aliaksandr Kuzmichou | UKR  | Ivan Kytsenko      |
| F46    | 14,12   | UKR  | Anton Skachkov | CHN  | Wen Jie Mai          | CHN  | Hong Wei Zhang     |

## Vrouwen

### Hardlopen

#### 100 m
| Klasse | tijd  | land | Goud                | land | Zilver               | land | Brons            |
| ------ | ----- | ---- | ------------------- | ---- | -------------------- | ---- | ---------------- |
| T11    | 12,55 | BRA  | Adria Santos        | CHN  | Chun Miao Wu         | GRE  | Paraskevi Kantza |
| T12    | 12,32 | FRA  | Assia El Hannouni   | BLR  | Volha Zinkevich      | BRA  | Maria Jose Alves |
| T13    | 12,56 | RUS  | Olga Semenova       | GRE  | Anthi Karagianni     | CUB  | Ana I. Jimenez   |
| T34    | 19,68 | CAN  | Chelsea Clark       | CAN  | Chelsea Lariviere    | GBR  | Debbie Brennan   |
| T36    | 13,88 | CHN  | Fang Wang           | GBR  | Hazel Robson         | JPN  | Yuki Kato        |
| T37    | 14,39 | UKR  | Oksana Krechunyak   | GER  | Isabelle Foerder     | AUS  | Lisa McIntosh    |
| T46    | 12,50 | AUS  | Amy Winters         | POL  | Anna Szymul          | RUS  | Elena Chistilina |
| T53    | 17,24 | GBR  | Tanni Grey-Thompson | ITA  | Francesca Porcellato | AUS  | Angela Ballard   |
| T54    | 16,33 | CAN  | Chantal Petitclerc  | USA  | Tatyana McFadden     | SUI  | Manuela Schaer   |

#### 200 m
| Klasse | tijd  | land | Goud                | land | Zilver          | land | Brons                   |
| ------ | ----- | ---- | ------------------- | ---- | --------------- | ---- | ----------------------- |
| T11    | 25,39 | CHN  | Chun Miao Wu        | BRA  | Adria Santos    | ESP  | Purificacion Santamarta |
| T12    | 25,12 | FRA  | Assia El Hannouni   | BLR  | Volha Zinkevich | BRA  | Maria Jose Alves        |
| T34    | 34,55 | CAN  | Chelsea Clark       | GBR  | Debbie Brennan  | JPN  | Noriko Arai             |
| T36    | 28,60 | CHN  | Fang Wang           | GBR  | Hazel Robson    | JPN  | Eriko Kikuchi           |
| T37    | 30,14 | RUS  | Evgenia Trushnikova | AUS  | Lisa McIntosh   | GER  | Isabelle Foerder        |
| T46    | 25,54 | AUS  | Amy Winters         | POL  | Anna Szymul     | RUS  | Elena Chistilina        |
| T52    | 36,72 | CAN  | Lisa Franks         | SUI  | Pia Schmid      | MEX  | Leticia Torres          |
| T54    | 28,95 | CAN  | Chantal Petitclerc  | SUI  | Manuela Schaer  | USA  | Tatyana McFadden        |

#### 400 m
| Klasse | tijd    | land | Goud                | land | Zilver            | land | Brons                 |
| ------ | ------- | ---- | ------------------- | ---- | ----------------- | ---- | --------------------- |
| T12    | 53,67   | FRA  | Assia El Hannouni   | BRA  | Adria Santos      | BRA  | Terezinha Guilhermina |
| T13    | 57,79   | RUS  | Olga Semenova       | GRE  | Anthi Karagianni  | RSA  | Ilse Hayes            |
| T38    | 1.05,41 | AUS  | Katrina Webb        | CHN  | Fang Wang         | UKR  | Inna Dyachenko        |
| T46    | 55,99   | BOT  | Tshotlego Morama    | POL  | Anna Szymul       | POL  | Alicja Fiodorow       |
| T52    | 1.09,52 | CAN  | Lisa Franks         | MEX  | Lucia Sosa        | MEX  | Leticia Torres        |
| T53    | 57,36   | GBR  | Tanni Grey-Thompson | SWE  | Madelene Nordlund | ITA  | Francesca Porcellato  |
| T54    | 51,91   | CAN  | Chantal Petitclerc  | AUS  | Louise Sauvage    | CAN  | Diane Roy             |

#### 800 m
| Klasse | tijd    | land | Goud               | land | Zilver               | land | Brons             |
| ------ | ------- | ---- | ------------------ | ---- | -------------------- | ---- | ----------------- |
| T12    | 2.07,89 | FRA  | Assia El Hannouni  | RUS  | Rima Batalova        | RUS  | Elena Pautova     |
| T53    | 1.59,05 | USA  | Cheri Blauwet      | ITA  | Francesca Porcellato | SWE  | Madelene Nordlund |
| T54    | 1.50,69 | CAN  | Chantal Petitclerc | AUS  | Louise Sauvage       | CAN  | Jessica Matassa   |

#### 1500 m
| Klasse | tijd    | land | Goud               | land | Zilver           | land | Brons         |
| ------ | ------- | ---- | ------------------ | ---- | ---------------- | ---- | ------------- |
| T12    | 4.36,29 | RUS  | Elena Pautova      | KEN  | Julia Longorkaye | RUS  | Rima Batalova |
| T54    | 3.26,89 | CAN  | Chantal Petitclerc | SUI  | Edith Hunkeler   | CAN  | Diane Roy     |

#### 5000 m
| Klasse | tijd     | land | Goud            | land | Zilver         | land | Brons         |
| ------ | -------- | ---- | --------------- | ---- | -------------- | ---- | ------------- |
| T54    | 11.59,51 | JPN  | Wakako Tsuchida | SUI  | Edith Hunkeler | USA  | Cheri Blauwet |

### Discus Werpen
| Klasse       | Afstand | Punten | land | Goud              | land | Zilver               | land | Brons            |
| ------------ | ------- | ------ | ---- | ----------------- | ---- | -------------------- | ---- | ---------------- |
| F13          | 44,56   |        | CHN  | Hong Yan Xu       | BLR  | Tamara Sivakova      | CAN  | Courtney Knight  |
| F32-34/51-53 | 15,28   | 1330   | CZE  | Martina Kniezkova | JPN  | Kyoko Sato           | KUW  | Maha Alsheraian  |
| F35/36/38    | 23,47   | 1323   | CZE  | Veronika Foltova  | CHN  | Xu Hong Bai          | POL  | Renata Chilewska |
| F37          | 28,20   | 700    | CHN  | Chun Hua Li       | AUS  | Amanda Fraser        | TUN  | Fatma Kachroudi  |
| F40          | 27,08   | 711    | TUN  | Enna Ben Abidi    | TUN  | Afrah Gomdi          | USA  | Jill Kennedy     |
| F42-46       | 31,19   | 1565   | CHN  | Bao Zhu Zheng     | GER  | Claudia Biene        | CRO  | Jelena Vukovic   |
| F54/55       | 16,47   | 1091   | CHN  | Ting Wang         | GER  | Marianne Buggenhagen | CHN  | Li Ping Chen     |
| F56-58       | 24,30   | 1138   | BRA  | Suely Guimaraes   | CHN  | Ling Li              | IRI  | Azam Khodayari   |

### Speerwerpen
| Klasse       | Afstand | Punten | land | Goud             | land | Zilver            | land | Brons             |
| ------------ | ------- | ------ | ---- | ---------------- | ---- | ----------------- | ---- | ----------------- |
| F33/34/52/53 | 11,08   | 1543   | MEX  | Esther Rivera    | MEX  | Maria E. Salas    | FIN  | Tiina Ala Aho     |
| F35-38       | 23,24   | 1318   | POL  | Renata Chilewska | CZE  | Veronika Foltova  | RSA  | Beverly Mashinini |
| F40          | 32,05   |        | TUN  | Afrah Gomdi      | TUN  | Enna Ben Abidi    | USA  | Jill Kennedy      |
| F42-46       | 28,79   | 1037   | FIN  | Marjaana Vare    | RUS  | Natalia Goudkova  | GER  | Andrea Hegen      |
| F54/55       | 14,75   | 1145   | RSA  | Zanele Situ      | SLO  | Tatjana Majcen    | CHN  | Li Ping Chen      |
| F56-58       | 30,97   | xxxx   | ALG  | Sofia Djelal     | NGR  | Njideka E. Iyiazi | EGY  | Aziza Hussein     |

### Verspringen
| Klasse | Afstand | Punten | land | Goud            | land | Zilver           | land | Brons             |
| ------ | ------- | ------ | ---- | --------------- | ---- | ---------------- | ---- | ----------------- |
| F12    | 5,66    |        | BLR  | Volha Zinkevich | ESP  | Rosalia Lazaro   | BLR  | Hanna Kanuik      |
| F13    | 5,40    |        | CUB  | Ana I Jimenez   | GRE  | Anthi Karagianni | BLR  | Aksana Sivitskaya |
| F42    | 3,67    |        | CHN  | Hai Yuan Zhang  | GER  | Christine Wolf   | MEX  | Perla Bustamante  |
| F44/46 | 5,02    | 1248   | AUT  | Andrea Scherney | CHN  | Juan Wang        | USA  | April Holmes      |

### Marathon
| Klasse | tijd    | land | Goud          | land | Zilver          | land | Brons         |
| ------ | ------- | ---- | ------------- | ---- | --------------- | ---- | ------------- |
| T54    | 1.49,26 | JPN  | Kazu Hatanaka | JPN  | Wakako Tsuchida | USA  | Cheri Blauwet |

### Kogelstoten
| Klasse       | Afstand | Punten | land | Goud                 | land | Zilver              | land | Brons                 |
| ------------ | ------- | ------ | ---- | -------------------- | ---- | ------------------- | ---- | --------------------- |
| F12          | 12,82   |        | BLR  | Tamara Sivakova      | CHN  | Hong Yan Xu         | AUS  | Jodi Willis           |
| F32-34/52/53 | 4,59    | 1334   | MEX  | Maria E. Salas       | UKR  | Tetyana Yakybchuk   | KUW  | Maha Alsheraian       |
| F35/36       | 9,47    | 1363   | CZE  | Veronika Foltova     | POL  | Renata Chilewska    | UKR  | Alla Malchyk          |
| F37/38       | 11,07   | 1105   | LTU  | Aldona Grigaliuniene | CZE  | Vladimira Bujarkova | CZE  | Eva Berna             |
| F40          | 7,47    |        | TUN  | Afrah Gomdi          | MAR  | Laila El Garaa      | TUN  | Enna Ben Abidi        |
| F42-46       | 9,37    | 1251   | CHN  | Bao Zhu Zheng        | MEX  | Perla Bustamante    | CUB  | Noralvis de las Heras |
| F54/55       | 9,06    | 1045   | GER  | Marianne Buggenhagen | CZE  | Eva Kacanu          | SLO  | Tatjana Majcen        |
| F56-58       | 9,79    | 1184   | ALG  | Nadia Medjmedj       | CHN  | Ling Li             | GER  | Martina Willing       |

Atletiek · Bankdrukken · Basketbal · Blindenvoetbal · Boogschieten · Boccia · CP-voetbal · Goalball · Judo · Paardensport · Rugby · Schermen · Schietsport · Tafeltennis · Tennis · Volleybal · Wielersport · Zeilen · Zwemmen
Rome 1960 ·
Tokio 1964 ·
Tel Aviv 1968 ·
Heidelberg 1972 ·
Toronto 1976 ·
Arnhem 1980 ·
New York & Stoke Mandeville 1984 ·
Seoel 1988 ·
Barcelona 1992 ·
Atlanta 1996 ·
Sydney 2000 ·
Athene 2004 ·
Peking 2008 ·
Londen 2012 ·
Rio de Janeiro 2016 ·
Tokio 2020 ·
Parijs 2024 ·
Los Angeles 2028